# Aconitum noveboracense
Aconitum noveboracense là một loài thực vật có hoa trong họ Mao lương. Loài này được A.Gray ex Coville mô tả khoa học đầu tiên năm 1886.

## Hình ảnh

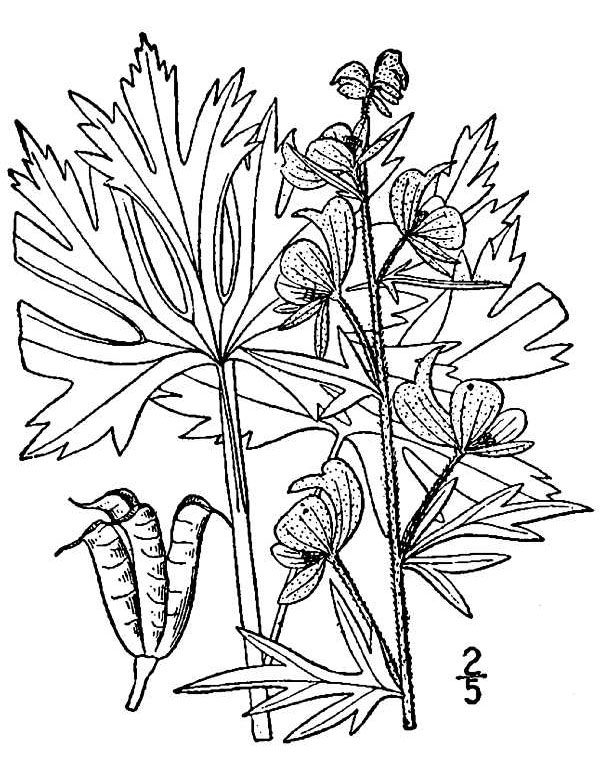
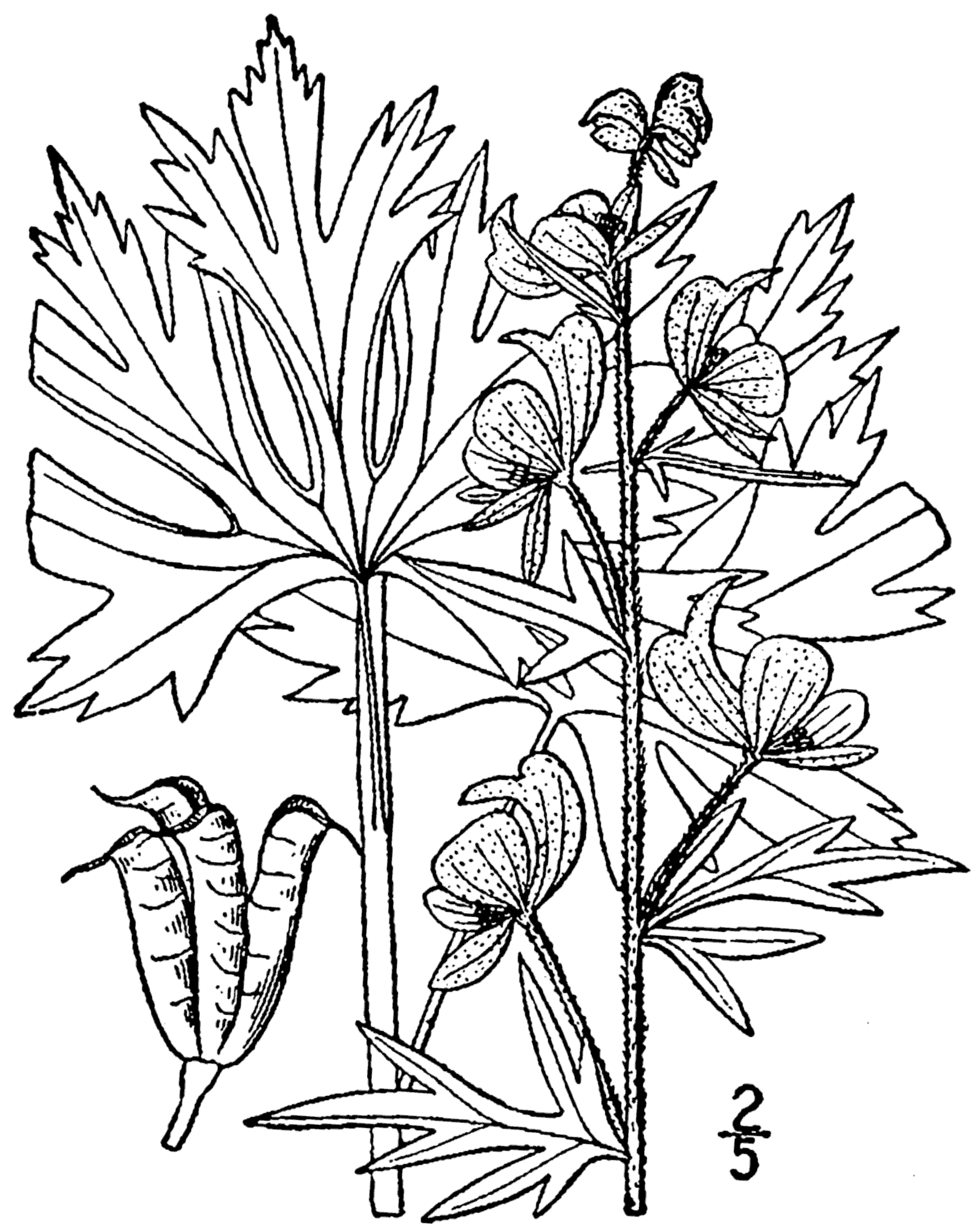
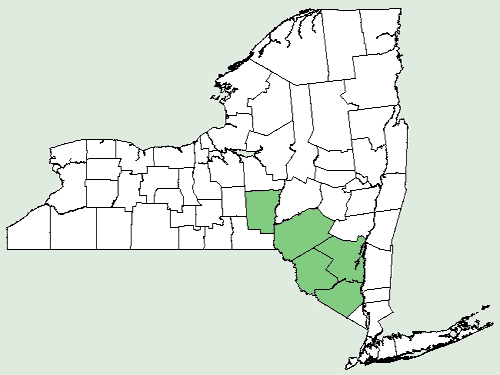
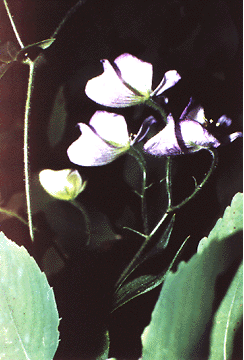